# Гњурац (филм)
Гњурац је комедија рађена по позоришном комаду Новака Новака Столица која се љуља, из 1991. године у режији Милана Јелића. Борис Бизетић је радио музику за филм и отпевао све песме.

## Кратак опис
Радован је запослен у туристичкој агенцији и пренатрпан је послом. Када се његова жена Оља запосли он види своју шансу да да отказ и мало се одмори од вишегодишњег рада. А пошто је Оља заузета бригу око спремања ручка и улогу домаћице преузима Радован.

## Улоге
| Глумац                  | Улога                     |
| ----------------------- | ------------------------- |
| Драган Бјелогрлић       | Радован Поповић           |
| Драгана Мркић           | Оља Поповић               |
| Михајло Бата Паскаљевић | дека                      |
| Нада Блам               | кума Душица               |
| Радко Полич             | Јован Телембаковић        |
| Станислава Пешић        | комшиница                 |
| Бранко Ђурић Ђуро       | Љубинко                   |
| Ксенија Јанићијевић     | Бубили                    |
| Богољуб Петровић        | Радованов колега са посла |
| Борис Бизетић           | певач                     |
| Рас Растодер            |                           |